# Moškovec
Moškovec é um município da Eslováquia, situado no distrito de Turčianske Teplice, na região de Žilina. Tem 2,1 km² de área e sua população em 2018 foi estimada em 65 habitantes.

## Demografia
| Ano:        | 1994 | 2004   | 2014   | 2024    |
| ----------- | ---- | ------ | ------ | ------- |
| Broj ljudi: | 67   | 63     | 64     | 83      |
| Razlika:    |      | -5,97% | +1,58% | +29,68% |

| Ano:               | 2023 | 2024    |
| ------------------ | ---- | ------- |
| Número de pessoas: | 69   | 83      |
| Diferença:         |      | +20,28% |